# 믹 매카시
마이클 조지프 '믹' 매카시(Michael Joseph 'Mick' McCarthy, 1959년 2월 7일 ~ )는 잉글랜드 출신의 아일랜드 축구 감독이다.
1977년 반즐리 FC어 프로 선수로 데뷔하였고, 이후 맨체스터 시티 FC, 셀틱 FC 등에서 선수 생활을 하였다. 아일랜드 국가대표팀에서는 1984년 데뷔하였고, 대표팀에서 57회의 A매치 출장 기록을 세웠다.
1992년부터는 감독으로 변신했고, 1996년 아일랜드 축구 국가대표팀 감독을 맡아 2002년 FIFA 월드컵에서 아일랜드를 16강에 진출시켰다.
2004년 ~ 2006년 3월에는 선덜랜드 AFC에서 감독을 역임하였고, 2006년 7월부터 2012년 2월까지 울버햄프턴 원더러스 FC의 감독이었다.
울버햄프턴이 프리미어리그에서 강등되자 해고된 매카시는 이후 풋볼 리그 챔피언십에 소속되어 있는 입스위치 타운 FC에서 감독직을 맡았다.